# Rösenbeck

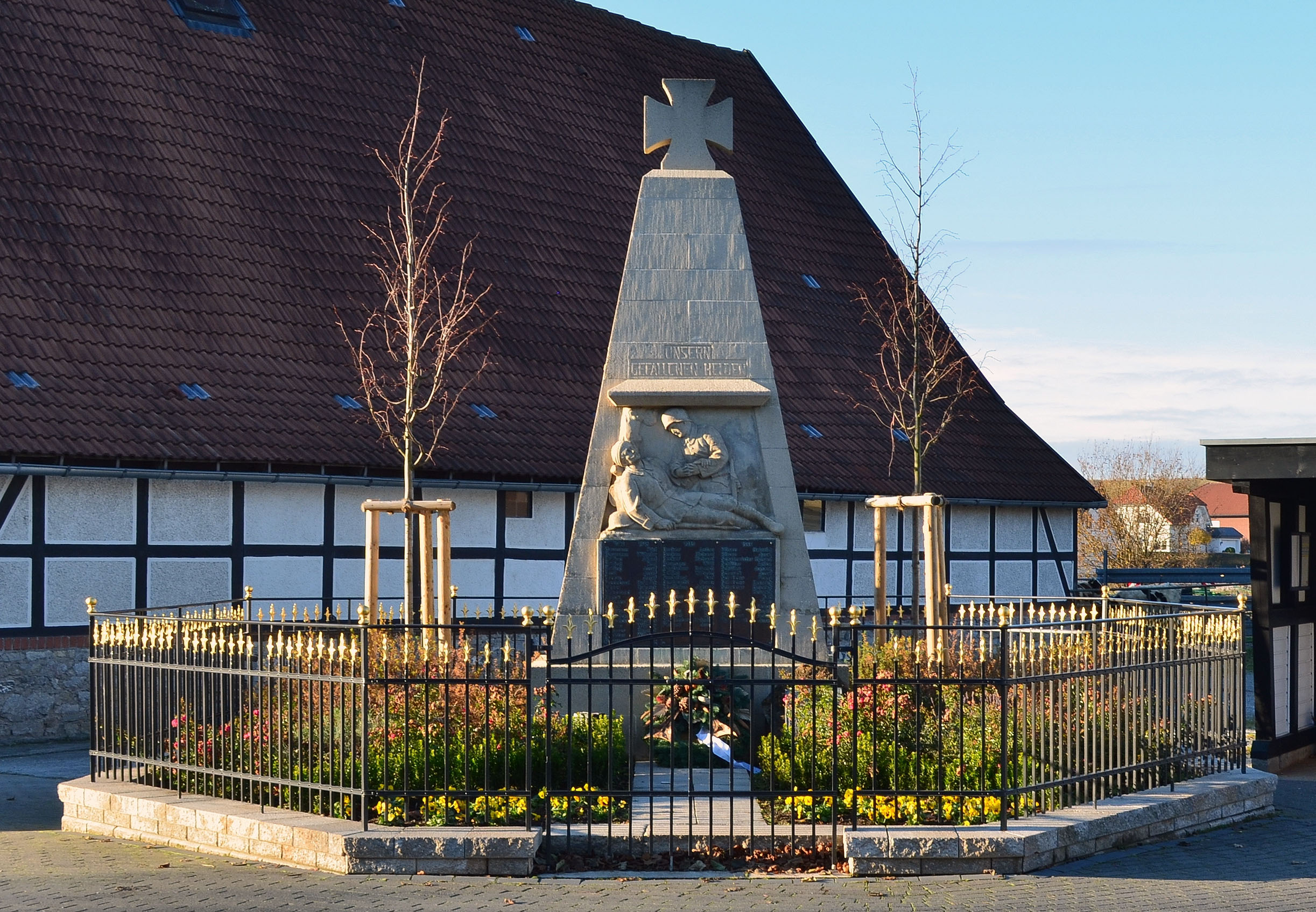
Kriegerdenkmal in der Dorfmitte

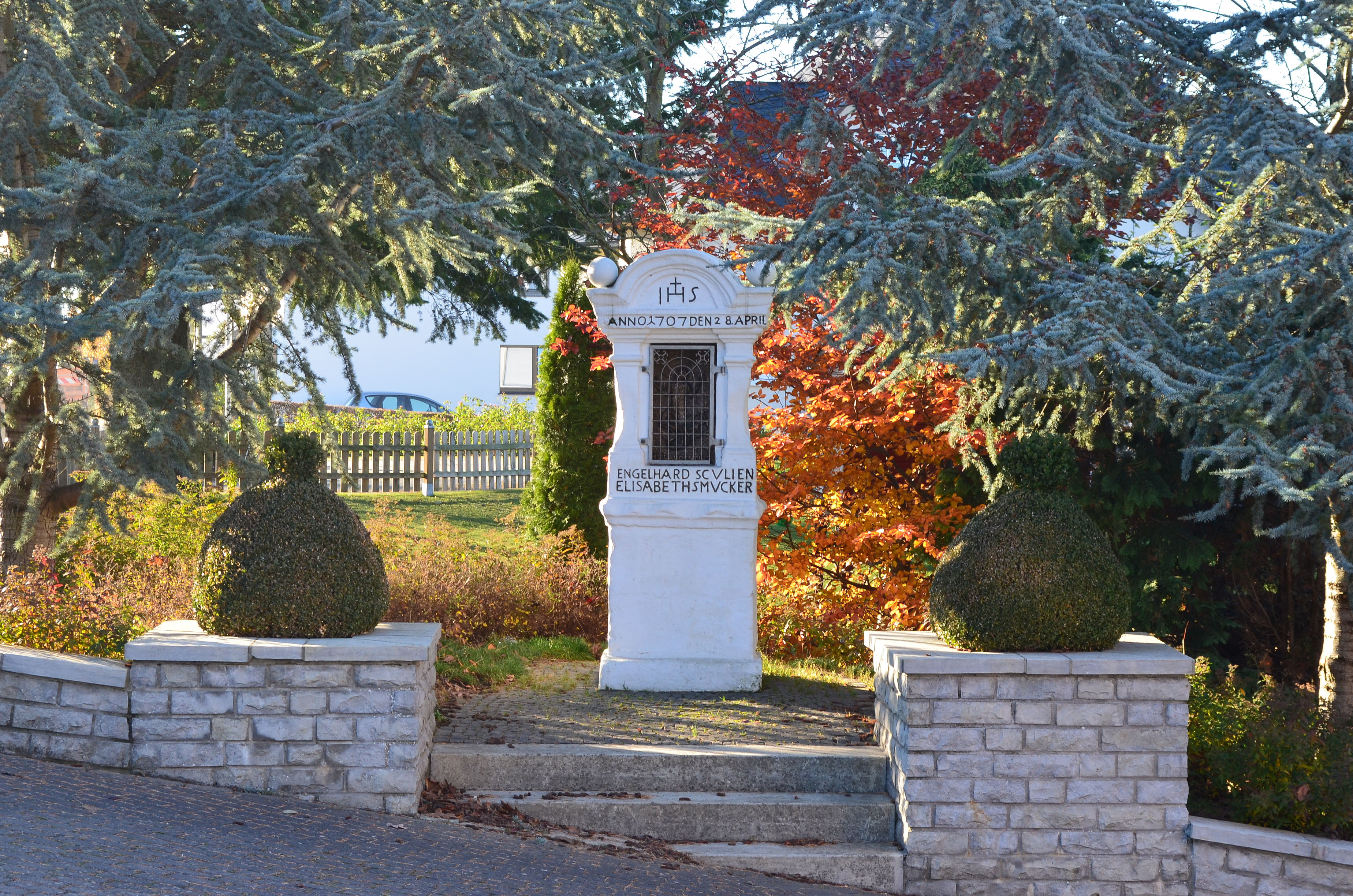
Heiligenhäuschen in der Ortsmitte

Die Ortschaft Rösenbeck ist ein dörflicher Stadtteil von Brilon, Nordrhein-Westfalen (Deutschland). Die bis Ende 1974 selbstständige Gemeinde liegt im Osten des Stadtgebiets an der Grenze zu Marsberg und hatte nach Angabe der Stadtverwaltung zum 31. Dezember 2021 777 Einwohner.

## Geographie
Rösenbeck liegt am östlichen Rand der Briloner Hochfläche, die im Süden und Osten der Ortschaft abrupt ins tief eingeschnittene Tal der Hoppecke abfällt. Das Stadtzentrum von Brilon liegt etwa acht Kilometer Luftlinie westlich. Die Nachbarortschaften von Rösenbeck sind die Briloner Stadtteile Messinghausen im Süden, Thülen im Westen, Radlinghausen im Norden und Madfeld im Nordwesten. Der Marsberger Ortsteil Beringhausen liegt etwa fünf Kilometer östlich von Rösenbeck, der Ortsteil Helminghausen etwa vier Kilometer südöstlich an der Staumauer des Diemelsees.
Die Ortschaft selber liegt auf der Rhein-Weser-Wasserscheide. Der im Osten der Ortslage entspringende Bach gehört zum Einzugsgebiet der Weser, während der in der Ortschaft entspringende Bach nach Westen fließt und im Naturdenkmal Hollenloch im Untergrund verschwindet. Etwas weiter westlich entspringt auf 480 m ü. NN die Untreue.
Der mit 562,5 Metern Höhe höchste Punkt des ehemaligen Gemeindegebiets liegt bei der Erhebung „Weiße Frau“, der als Kultplatz der Kelten gilt.
Nordöstlich der Ortschaft wird im Tagebau Kalkstein abgebaut. In der ersten Hälfte des 20. Jahrhunderts wurden in der Umgebung der Ortschaft eisenhaltige Manganerze abgebaut. Der Abbau in der ergiebigsten Grube Elisabeth I. wurde 1948 eingestellt.

## Geschichte
Der Ort wurde erstmals am 7. November 1250 urkundlich als „Rosbike“ erwähnt: „Die Ratsherren (consules) in Brilon beurkunden, dass Johannes de Piscina, der noch kein Ritter ist, Güter in Rösenbeck (Rosbike) Kloster Bredelar (Breidelar) zum Seelenheil seines dort begrabenen Vaters Gernandus, Ritter, für 18 Schillinge angeboten habe. Inzwischen hat Johannes mit Abt Widekyndus und dem Konvent vereinbart, dass sie die Güter für 6 Mark kaufen könnten, worauf Johannes mit Zustimmung seiner Mutter, seiner Frau und seines einzigen Sohns, seiner Schwester und seinen Vettern väterlicherseits, Swicherus, Olricus und Ambrosius, Verzicht geleistet und 7 Mark erhalten hat. ...“
In einer Urkunde vom 22. September 1255 werden sowohl das Dorf Rösenbeck, als auch ein Pfarrer genannt: „Abt Widekyndus und der Konvent von Bredelar (in Breydelar) beurkunden, dass Ritter Ludolfus, genannt de Mezenchusen Güter (bona) in der Mitte des Dorfes Rösenbeck (in medio ville Rosbeki) mit Einverständnis seines Sohnes Ludolfus Kloster Bredelar für 3 Mark verkauft habe. Der Verkauf ist am 17. Mai (16. kalendas Junii) 1251 in Thülen (Thulon) seitens des Klosters im Beisein der Klosterbrüder Johannes de Fleictorph, Novizenmeisters, und des Konversen Theodericus de Hegerichusen, seitens des Verkäufers im Beisein des Pfarrers Johannes von Rösenbeck, des Pfarrers Arnoldus von Hoppecke (de Hothepe), des Pfarrers Godefridus in Haldichusen, eines Verwandten Ludolfs, des Ritters Gerlacus genannt Dikeber, dessen Brüdern Walterus und Godescalcus, des Swicherus de Brilon und dessen Bruders Olricus und des Ludolfs d.J. de Metzenchusen, seines Nachbarn erfolgt. Ferner hat Kloster Bredelar im selben Jahr von Johannes de Piscina, der keine Söhne hat, Güter im Dorf Rösenbeck, die oberhalb der Linde liegen, für 2 Mark erworben. ...“
1308, 1311, 1312 und 1323 tritt Arnold von Rösenbeck (Arnoldus de Rosebike) als Bürgermeister (consules) von Brilon urkundlich in Erscheinung; 1323 ebenfalls ein Reinfried von Rösenbeck als Ratsherr der Stadt Brilon. In einer Urkunde vom 22. Februar 1323 ist zu lesen: „Vor Bürgermeister Arnold von Rösenbeck (Rosebeki), Gottfried Pistor, Hermann Weseli, Heinrich Schultheiß (Sculthetus), Johannes Luberti, Hildebrand von Rüthen (Rüden), Dietrich Juvenis, Lubert Pistor, Hermann Bilere, Goswin Pistor, Arnold Rispek und Reinfried von Rösenbeck (Rozebeki), Ratsherren der Stadt Brilon (Breylon), beurkundet der Mitbürger Hermann Bilenhouwere, dass vorgenannter Gottfried Pistor ihm und seiner Frau Kunigunde eine Rente von 37 Pfennigen Briloner Währung aus einem außerhalb des Keffelker Tores gelegenen Hauses (domum) überschrieben Habe, von denen je 12 zu Ostern und 13 zu Martini zu zahlen sind. ...“
Am 6. November 1368 wird ein Rösenbecker Goldschmied urkundlich erwähnt: „Arnold von Rösenbeck (Rosebiche), Noldens Sohn, Versetzt mit Einverständnis seiner Lehnsherren Hermann von dem Scharfenberg und Dietrich von Plettenberg, Knappen, seinem Schwager Hermann Rosentrodde 1 ½ Malter Korngulden Briloner Maßes, und zwar je 6 Scheffel Roggen und Gerste und 1 Malter Hafer aus seinem Anteil des Zehnten zu Wrexen (Wressenchusen), auf Martini zu entrichten, für 37 kleine Goldgulden. Der Korngulden ist Jährlich zwischen Mittwinter und Ostern durch den Verkäufer und den Goldschmied Arnold von Rösenbeck mit 37 Goldgulden ablösbar. ...“
Die Kirche Sankt Quirinius im Hanencrad in der Nähe des heutigen Ortes wurde um 1120 erbaut und im Zuge der Soester Fehde im 15. Jahrhundert zerstört. Im 17. und 18. Jahrhundert waren in der Ortschaft Kapuziner-Mönche aus dem Kapuzinerkloster Marsberg seelsorgerisch tätig. Bis zur Eingemeindung nach Brilon, die am 1. Januar 1975 wirksam wurde, wurde der Ort vom Amt Thülen verwaltet.
Am 30. März 1945 besetzte die US-Army Rösenbeck und blieb zwei Wochen im Dorf. Deutsche Soldaten, welche im Dorf waren, wurden gefangen genommen. Polnische und sowjetische ehemalige Gefangene wurden ebenfalls entwaffnet und des Dorfes verwiesen, da sie für Unruhe sorgten. Nach Abzug der US-Truppen kam es zu Überfällen und Plünderungen durch polnische ehemalige Gefangene, bis diese später abtransportiert wurden.
Im Zweiten Weltkrieg fielen 42 Rösenbecker als Soldaten, davon die meisten an der Ostfront.

## Politik

### Wappen
| Wappen der ehemaligen Gemeinde | Blasonierung: In Silber ein schräger blauer Wellenbalken, begleitet von je einer roten Rose mit goldenem Butzen und grünen Kelchblättern. Beschreibung: Das Wappen versinnbildlicht den Ortsnamen (Rosen und beck = bike = Bach). Die Farben erinnern an die Familie von Padberg und das Kloster Bredelar, die sich früher im Besitz des Dorfes ablösten. Das Wappen wurde am 16. März 1954 genehmigt. |

## Abgegangene Bauwerke
Bei Rösenbeck lagen zwei Burganlagen der Burg Altenfels.
Die Kirche St. Laurentius wurde im 19. Jahrhundert aufgeben und durch die neue Kirche St. Laurentius an anderer Stelle in Rösenbeck ersetzt. Unterhalb der Burg Altenfels gab es im Mittelalter die Kirche Sankt Quirinus im Hanencrad.